# Stony Plain
Stony Plain – miasto w Kanadzie, w prowincji Alberta.